# 게이안
게이안(慶安, けいあん)은 일본의 연호(元号) 중 하나이다.
- 전후 : 쇼호(正保) 이후 - 조오(承応) 이전.
- 시기 : 1648년 ~ 1651년
- 천황 : 고코묘 천황
- 쇼군 : 에도 막부의 도쿠가와 이에미쓰, 이에쓰나

## 개원(改元)
- 쇼호 5년 2월 15일(1648년 4월 7일), 전 연호 「쇼호」가 불타서 없어진다는 뜻의 「소망(焼亡)」을 연상시킨다는 비판이 일어나 개원. (발음이 비슷하다)
- 게이안 5년 9월 18일(1652년 10월 20일), 조오로 개원된다.

## 출전
『주역』의 「東北喪朋，乃終有慶。安貞之吉，應地無疆。」

## 게이안 시기에 일어난 일
- 2년
  - 2월 : 게이안 오후레가키(慶安御触書, 백성에게 사치를 경계하고 농업에 힘쓸것을 요구하는 32개조 법령)가 반포되다. (다만 위서설이 유력하다)
- 5년
  - 7월 : 게이안 사건. 군사학자(兵学者)・유이 쇼세쓰의 막부전복계획이 발각되다.

### 죽음
- 4년
  - 도쿠가와 이에미쓰 (향년 48세)

## 서력과의 대조표
| 게이안 | 원년   | 2년    | 3년    | 4년    | 5년    |
| ------ | ------ | ------ | ------ | ------ | ------ |
| 서력   | 1648년 | 1649년 | 1650년 | 1651년 | 1652년 |
| 간지   | 무자   | 기축   | 경인   | 신묘   | 임진   |

## 같이 보기
- 일본의 연호 일람

| 이전 쇼호 | 일본의 연호 1648년 ~ 1652년 | 다음 조오 |